# Брея
Брея (італ. Breia, п'єм. Breja) — муніципалітет в Італії, у регіоні П'ємонт, провінція Верчеллі.
Брея розташована на відстані близько 550 км на північний захід від Рима, 95 км на північний схід від Турина, 55 км на північ від Верчеллі.
Населення — 185 осіб (2014).
Щорічний фестиваль відбувається 24 червня. Покровитель — святий Іван Хреститель.

## Демографія
Населення за роками:

Станом на 31 грудня 2014 року в муніципалітеті офіційно проживали 4 іноземці з 4 країн, серед них 1 громадянин країн Євросоюзу та 1 громадянин України.

## Сусідні муніципалітети
- Боргозезія
- Челліо
- Мадонна-дель-Сассо
- Куарона
- Варалло